# Cyrtarachne histrionica
Cyrtarachne histrionica är en spindelart som beskrevs av Tamerlan Thorell 1898. Cyrtarachne histrionica ingår i släktet Cyrtarachne och familjen hjulspindlar.
Artens utbredningsområde är Myanmar. Inga underarter finns listade i Catalogue of Life.